# Fenwood
Fenwood – wieś w Stanach Zjednoczonych, w stanie Wisconsin, w hrabstwie Marathon.